# Андский земляной топаколо
Андский земляной топаколо (лат. Scytalopus magellanicus) — вид воробьиных птиц из семейства топаколовых (Rhinocryptidae). Подвидов не выделяют. Распространён на юге Южной Америки.

## Описание
Андский земляной топаколо — маленькая и компактная птица длиной от 10 до 12 см и массой 11—12 г с относительно коротким хвостом, который обычно приподнят. Оперение взрослых особей преимущественно тёмно-серое, включая маховые и рулевые перья, которые иногда светлее, чем оперение на остальной части тела. Бока, брюхо и цевка могут сохранять полосато-коричневое оперение, похожее на оперение молоди, но более тёмное. Некоторые особи из южных популяций имеют серебристо-белую переднюю часть головы, которая может варьироваться от одного беловатого пера до полностью белого лба. Клюв черноватый. Радужная оболочка от коричневого до тёмно-коричневого цвета. Цевка и пальцы ног от желтоватого или розоватого цвета до черноватого.
Окраска оперения молоди варьируется от коричневой с серыми налётами до коричневой с тёмными пятнами. Многие перья на теле имеют тёмно-серое или черноватое основание с широкими коричневыми или охристо-коричневыми кончиками, создавая сложный и тонкий полосатый узор на голове, груди и боках. На мантии тёмные центры перьев и более светлые кончики создают зубчатый узор. Верхние кроющие перья крыльев от тёмно-серого до серо-коричневого цвета с более бледными охристыми кончиками, образуют нечеткую полосу на крыле. Клюв вначале бледно-розовый или розовато-серый, но постепенно темнеет. У молоди с острова Наварино клюв и лапы желтовато-оранжевые.

## Вокализация
Песня представляет собой относительно простую серию из двух нот, повторяющихся много раз; первая нота на частоте 3—3,5 кГц, а вторая — на 0,5 кГц выше. Песня вначале длится около 0,3 сек., затем следует промежуток около 0,6 сек., а затем повторяется в течение нескольких минут без перерыва. Трель продолжительностью 0,3—0,6 секунды с 5—7 нотами на частоте около 3,5 кГц в основном используется обоими полами как сигнал тревоги. Позывка слышна относительно редко, частотой около 2 кГц длительностью около 0,6 сек, напоминает одну из нот песни.

## Распространение и места обитания
Андский земляной топаколо распространён в Чили и Аргентине от центральных Анд до мыса Горн на Огненной земле. Вероятно, вымер на Фолклендских островах. Обитает в девственных лесах, на опушках, а также в сосновых плантациях (Pinus sp.) с густым подлеском, состоящим в основном из бамбуковых (род Chusquea) и интродуцированных растений рода Рубус (Rubus sp.). Встречается на заросших кустарником болотах, в кустарниках вблизи водоемов, вблизи посевных площадей и даже в оврагах с водотоками, окруженными посевными площадями.

## Биология
Андский земляной топаколо встречается поодиночке или парами. Обычно он не летает, а ходит или бегает по земле. Изредка совершает короткие перелеты между кустами или между камнями вблизи рек.

### Питание
Андский земляной топаколо добывает пищу в листовой подстилке, на нижних ветвях и в почве; часто вдоль ручьев, под камнями и во влажной грязи. Более активен в дождливую погоду. Редко наблюдается на деревьях на высоте 12,3 м от земли. Питается различными насекомыми, включая личинок и взрослых особей чешуекрылых, перепончатокрылых, двукрылых, Formicidae, Apidae, а также другими членистоногими (паукообразные и многоножки) и кольчатыми червями.

### Размножение
В сезон размножения самцы андского земляного топаколо защищают свою территорию, реагируя на песни других видов Scytalopus и гораздо более интенсивно на голоса представителей своего собственного вида. Когда он слышит песни представителей своего вида, он садится на открытом месте и поёт, постоянно перемещаясь. Защита территории начинается в сентябре. Откладывание яиц происходит с период с октября по ноябрь. Гнездо располагается в отверстиях дерева, в трещинах между корой, в полостях между стволом и ветвями дерева, а также в поросших папоротником насыпях, или между переплетением корней и лиан упавшего дерева. Высота расположения гнезда в лесах умеренного климата варьируется от уровня земли до менее метра, со средней высотой 74,3±13,8 см над землей. Особи андской популяции гнездятся в основном в скальных впадинах, обычно вблизи ручьев. Гнездо представляет собой чашечку, покрытую изнутри волокнами корней, лишайниками, ветками, мхами и укрепленную мелкими травами, волосами и перьями. Размер входа в гнездо составляет в среднем 20,9±2,5 см. В кладке обычно 1—3 яйца. Размер кладки может варьироваться в зависимости от широты местности, как и у других воробьиных Нового Света. Яйца белого цвета, тусклые; довольно крупные по отношению к размерам птицы, средние размеры яиц составляют 22±0,4 мм x 17±0,4 мм. Инкубационный период составляет 19 дней. Насиживают оба родителя. Птенцы оперяются через 11 дней. После потери кладки или птенцов, самки часто откладывают повторную кладку из 3-х яиц.

## Таксономия
Андский земляной топаколо впервые научно описан в 1789 году немецким врачом и ботаником Иоганном Гмелиным (нем. Johann Friedrich Gmelin, 1748—1804) под биноменом Motacilla magellanica. Типовая местность указана как Огненная Земля.
Исторически в состав вида Scytalopus magellanicus включали множество таксонов, которые затем были признаны отдельными видами, включая близкородственного Scytalopus fuscus в Чили, а также Scytalopus griseicollis, Scytalopus altirostris, Scytalopus affinis, Scytalopus urubambae, Scytalopus zimmeri и Scytalopus simonsi. Таксон S. fuscicauda, который в настоящее время считается подвидом Scytalopus meridanus, также иногда помещался вместе с Scytalopus magellanicus. Многочисленные различия между видами (вокализация, генетические и морфологические различия) описаны в работе Краббе с соавторами в 2020 году.